# Lumpérica

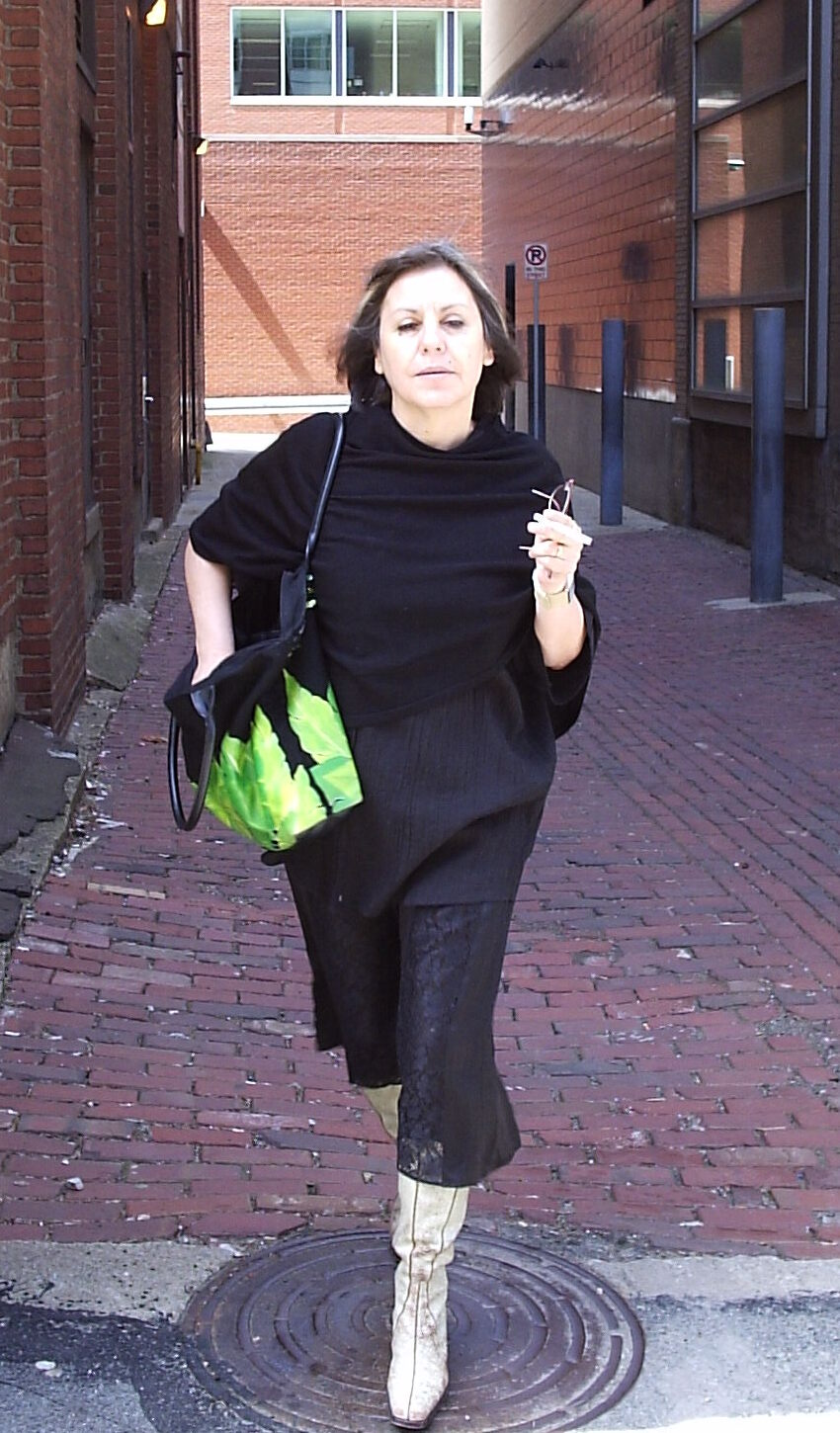
Diamela Eltit, autora de Lumpérica.

Lumpérica es la primera novela y una de las obras más destacadas de la escritora chilena Diamela Eltit, ganadora del Premio Nacional de Literatura en 2018.
Catalogada como una «novela experimental» y caracterizado como «uno de los proyectos literarios más radicales e innovadores de nuestra lengua». Ha sido también considerada como «una de las novelas más representativas de la dictadura chilena» por narrar, «en forma metafórica, la situación de violencia de la época». Adicionalmente, se le ha señalado como una obra «casi mítica» con una «potencia subversiva que lo convirtió en uno de los hitos de la narrativa chilena de la década del ochenta».
La primera edición de la novela fue publicada por el sello editorial chileno Ediciones del Ornitorrinco en 1983. Posteriormente ha tenido numerosas reediciones a cargo de la editorial española Seix Barral. A la fecha, cuenta con traducciones al francés y al inglés.

## Contexto
La autora escribió esta obra durante los tiempos más difíciles de la dictadura y aquello fue lo que intentó reflejar tanto a nivel formal como de contenido. En dicho sentido, ha afirmado: «Pienso que ese dato –aunque fantasioso en mi caso por el tipo de proyecto narrativo– operó en algún nivel agravando la crisis represiva que el lenguaje y el decir con el lenguaje sufre, bajo una dictadura como la chilena».
Diamela Eltit ha opinado que la censura fue la escritura de Lumpérica: «yo escribí con un censor al lado, en el sentido más simbólico del término, porque yo sabía exactamente que mi libro iba a dar a esa oficina. Entonces, tuve varias censuras: por una parte, este censor real que estaba allí aunque yo no lo conocía; por otra parte, las censuras que yo misma podía pensar –las mías–; y después, todas las censuras estéticas que uno trabaja para escribir un texto».

## Génesis de la novela
Lumpérica fue escrita por Diamela Eltit sin esquemas previos, en un momento en que ella sentía simultáneamente gran aversión y atracción por la narrativa. La siguiente descripción de Nelly Richard permite dilucidar que aquello se descubre en la lectura de la novela: «La autonarratividad de Lumpérica que comenta y revisa su propia fabricación de historia en borradores; las incoherencias del relato que mezcla falsificaciones y desmentidos para exacerbar el tic de la sospecha; la memoria fragmentada en recuerdos siempre discordantes que plantean la historia como versión (relato) y no como fundamento (verdad): toda esta ensayística del decir que “arrepiente el signo” fue la primera arma de una literatura de la palabra oficial, desatando en torno a ella conflictos de interpretaciones que denunciaban la impostura de una voluntad inflexible de significación única. Contra el autoritarismo del mensaje oficial y su lógica vertical del cierre doctrinario, el desborde horizontal de la ambigüedad hecha palabra múltiple y contradictoria».

### Referentes literarios
La escritora trabajó desde un principio con diversos referentes literarios para la elaboración de sus textos. En el caso de Lumpérica, se inspiró especialmente en Cobra de Severo Sarduy y el teatro barroco del Siglo de Oro, así ha sostenido que: «La lectura de Cobra me hizo perder el miedo, la inseguridad, porque me hizo entender que puedo hacer lo que yo quiera. Asustada, de todas maneras asustada. Pero ahí me apoyé entonces en la tradición. Es curioso, me apoyo mucho en la tradición. En el barroco me apoyo, en el teatro, la escena, la mise en scéne. Para mí el teatro sigue siendo el del Siglo de Oro. El teatro que yo manejo más en mi cabeza es ése». Otros referentes fueron: Hijo de ladrón de Manuel Rojas, que la inspiró en el tema de la herida y la poesía de Vicente Huidobro.

## Traducciones a otros idiomas
Lumpérica fue traducida al francés en 1993 por Florence Olivier y Anne de Waele y al inglés por Ronald Christ, con la colaboración de Gene Bell-Villada, Helen Lane y Catalina Parra, en 1997, bajo el título de E. Luminata.